# Dudu Georgescu
Dudu Georgescu (* 1. September 1950 in Bukarest) ist ein ehemaliger rumänischer Fußballspieler und -trainer.

## Spielerkarriere

### Verein
Georgescu spielte ab 1962 in der Jugendmannschaft von Progresul Bukarest. 1969 stieg er in Progresuls Profimannschaft ein, für die er 1970 in der Divizia A debütierte und in der er bis Ende 1972 spielte. Nachdem er die Saison 1972/73 bei CSM Reșița verbracht hatte, wechselte Georgescu zu Dinamo Bukarest. Bei Dinamo verbrachte er die erfolgreichste Zeit seiner Karriere: Von 1975 bis 1978 wurde er jedes Jahr Torschützenkönig der Divizia A, 1975 und 1977 gewann er zudem als bester Torjäger Europas den Goldenen Schuh der UEFA. Er war der erste Rumäne, der diese Auszeichnung gewinnen konnte. Zudem stellte er mit 47 Toren in der Spielzeit 1976/77 einen Rekord für eine europäische Liga auf, der erst 25 Jahre später in der Spielzeit 2011/12 von Lionel Messi mit 50 Toren innerhalb einer Spielzeit überboten wurde. In den Jahren 1975, 1977, 1982 und 1983 gewann Georgescu mit seinem Verein den rumänischen Meistertitel. Nachdem er Dinamo 1983 verlassen hatte, ließ Georgescu seine Karriere bei einigen kleineren Vereinen ausklingen. 1988 beendete er seine Laufbahn endgültig.

### Nationalmannschaft
Georgescu bestritt 44 Spiele, in denen er 21 Tore erzielte, für die rumänische Nationalmannschaft. Er debütierte am 14. Oktober 1973 beim 9:0-Heimsieg gegen Finnland und wurde bis September 1982 regelmäßig in den Kader berufen. Nachdem er für das Aufgebot für die Fußball-Europameisterschaft 1984 nicht mehr berücksichtigt worden war, erhielt Georgescu als Dankeschön einen letzten vierzehnminütigen Länderspieleinsatz am 31. Juli 1984 bei dem Freundschaftsspiel gegen China.

## Trainerkarriere
In der Saison 1991/92 war Georgescu in der Rückrunde Trainer von Corvinul Hunedoara, konnte aber den Abstieg des Vereins nicht mehr verhindern. In der folgenden Spielzeit betreute er für zwei Spiele CSM Reșița nach der Entlassung von Ion Copăceanu, bevor der Verein Dan Firițeanu verpflichtete. Zwischenzeitlich arbeitete er im Sport- und Kulturressort des rumänischen Innenministeriums. Vor 2001 trainierte er ohne besonderen Erfolg noch einige unterklassige Vereine, darunter Acvila Giurgiu in der Divizia C, Dunărea Călărași in der Divizia B sowie den damals sowjetischen Zweitligisten Zimbru Chișinău. Später wanderte er nach Kanada aus und ließ sich in Toronto nieder, wo er eine Fußballschule gründete und dabei auch mit Spielern des kanadischen Olympiateams zusammenarbeitete. Nach einigen Jahren des Aufenthalts erwarb Georgescu die kanadische Staatsbürgerschaft. Im Mai 2004 kehrte er nach Rumänien zurück, konnte dort jedoch nicht Fuß fassen. Nachdem er im Herbst 2004 zeitweilig als Spielbeobachter im Auftrag des rumänischen Fußballverbandes tätig war, verließ das Land Ende 2005 wieder in Richtung Kanada. Dass er insbesondere von seinem Ex-Klub Dinamo Bukarest trotz seiner langjährigen Verdienste nicht einmal ein Angebot für eine mögliche Mitarbeit im Kinder- und Jugendbereich erhielt, führte er im Dezember 2007 auf das zerrüttete Verhältnis mit dem Machthaber im Verein, seinem ehemaligen Mitspieler Cornel Dinu, zurück.

## Erfolge
Im Verein
- 4× Rumänischer Meister (1975, 1977, 1982, 1983 jeweils mit Dinamo Bukarest)
- 1× Rumänischer Pokalsieger (1982 mit Dinamo Bukarest)

Eigene Auszeichnungen
- 4× Rumänischer Torschützenkönig (1975, 1976, 1977, 1978 jeweils als Spieler von Dinamo Bukarest)
- 2× Europäischer Torschützenkönig (1975, 1977 jeweils als Spieler von Dinamo Bukarest)
- Rumänischer Fußballspieler des Jahres: 1976
- Nominierung für Ballon d’Or 1975, 1976, 1977

## Auszeichnungen
Am 25. März 2008 wurde Georgescu vom rumänischen Staatspräsidenten Traian Băsescu für die Leistungen in der Nationalmannschaft mit dem Verdienstorden „Meritul sportiv“ III. Klasse ausgezeichnet.

## Privates
Georgescu ist seit 1972 mit Marina verheiratet und hat einen Sohn namens Dudu Georgescu jr. (* 3. Juni 1973), der von 2000 bis 2002 als Schiedsrichter acht Spiele in der Divizia A leitete.